# Tableau de connexion
 (septembre 2024).

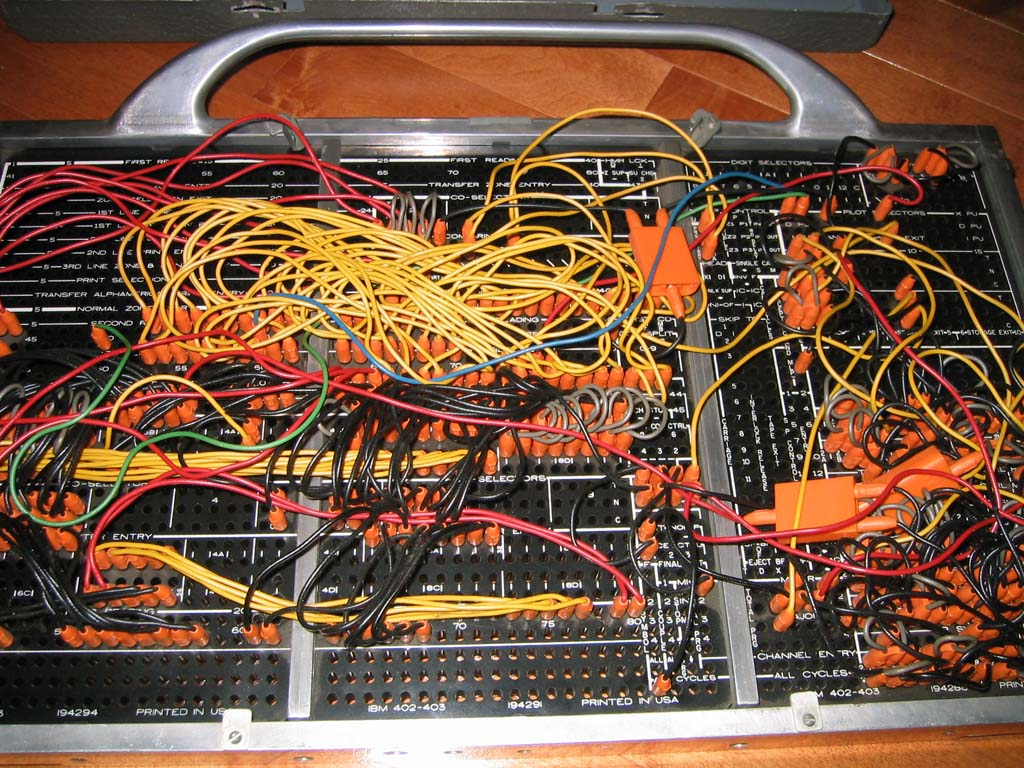
Tableau de connexion d'un appareil IBM 402.

Dans une tabulatrice, le tableau de connexion était le programme[évasif]. Il était constitué d'une plaque avec une matrice de trous dans lesquels étaient enfichés des cordons. Ceux-ci permettaient de conduire les données lues sur un champ d'une carte vers l'entrée du dispositif d'addition. Écrire un programme consistait donc à dessiner dans un premier temps sur papier le schéma de ces connexions, puis à les réaliser matériellement. 

## Histoire
Les premières tabulatrices avaient un tableau fixe et étaient donc spécialisées sur une application. À partir de 1920, l'utilisation de tableaux amovibles permet d'utiliser successivement toutes sortes de programmes sur une même tabulatrice.